# Rocco Ríos
Rocco Ríos, né le 4 juin 2002 à Los Angeles, est un footballeur américano-argentin jouant au poste de gardien de but au Rising de Phoenix.

## Biographie

### En sélection
Avec les moins de 17 ans, il participe au championnat sud-américain moins de 17 ans en 2019. Avec un total de cinq victoires, deux nuls et deux défaites, l'Argentine remporte le tournoi.

## Palmarès
- Vainqueur du championnat de la CONMEBOL des moins de 17 ans en 2019 avec l'équipe d'Argentine des moins de 17 ans